# József von Platthy
József von Platthy (Karancskeszi, 17 dicembre 1900 – Budapest, 21 dicembre 1990) è stato un cavaliere ungherese.

## Palmarès

### Olimpiadi
- Bronzo a Berlino 1936 nel salto ostacoli individuale.